# Ana Rivera Chaves
Ana Rivera Chaves, (Verín, España, 24 de abril de 1994) es una jugadora de fútbol sala española. Juega de ala-cierre y su equipo actual es la Poio Pescamar FS de la Primera División de fútbol sala femenino de España.

## Trayectoria
Comenzó jugando en Verín hasta que a los 13 años se marchó a jugar con el Ponte Ourense y permaneció allí hasta la temporada 2016-17 que fichó por la AD Alcorcón FSF, ya para la temporada 2019-20 vuelve a Galicia para jugar con su actual equipo el Poio Pescamar FS.

## Selección nacional
Debutó el 1 de octubre de 2019 con la selección española en un partido amistoso contra Portugal, jugado en el pabellón Carolina Marín de Huelva. Anteriormente había sido llamado en alguna ocasión para realizar entrenamientos con la selección.

## Estadísticas

### Clubes
Actualizado al último partido jugado el 12 de junio de 2022.
| Club | Div.          | Temporada     | Liga  | Liga  | Liga       | Liga      | Copas nacionales(1) | Copas nacionales(1) | Copas nacionales(1) | Copas nacionales(1) | Torneos internacionales(2) | Torneos internacionales(2) | Torneos internacionales(2) | Torneos internacionales(2) | Total(3) | Total(3) | Total(3)   | Total(3)  |
| Club | Div.          | Temporada     | Part. | Goles | Amonestado | Expulsado | Part.               | Goles               | Amonestado          | Expulsado           | Part.                      | Goles                      | Amonestado                 | Expulsado                  | Part.    | Goles    | Amonestado | Expulsado |
| --- | ------------- | ------------- | ----- | ----- | ---------- | --------- | ------------------- | ------------------- | ------------------- | ------------------- | -------------------------- | -------------------------- | -------------------------- | -------------------------- | -------- | -------- | ---------- | --------- |
| Verín · España |               |               |       |       |            |           |                     |                     |                     |                     |                            |                            |                            |                            |          |          |            |           |
| - |               |               |       |       |            |           |                     |                     |                     |                     |                            |                            |                            |                            |          |          |            |           |
| |               | -             | -     | -     | -          | -         | -                   | -                   | -                   | -                   | -                          | -                          |                            | -                          | -        | -        |            |           |
| Total club | Total club    | -             | -     | -     | -          | -         | -                   | -                   | -                   | -                   | -                          | -                          | -                          | -                          | -        | -        | -          |           |
| Ourense Envialia · España |               |               |       |       |            |           |                     |                     |                     |                     |                            |                            |                            |                            |          |          |            |           |
| 1.ª |               |               |       |       |            |           |                     |                     |                     |                     |                            |                            |                            |                            |          |          |            |           |
| 2008-09* | 17            | 4             | 0     | 0     | -          | -         | -                   | -                   | -                   | -                   | -                          | -                          | 17                         | 4                          | 0        | 0        |            |           |
| 2009-10 | 29            | 20            | 2     | 0     | 2          | 0         | 0                   | 0                   | -                   | -                   | -                          | -                          | 31                         | 20                         | 2        | 0        |            |           |
| 2010-11* | 18            | 10            | 0     | 0     | 1          | 0         | 0                   | 0                   | -                   | -                   | -                          | -                          | 19                         | 10                         | 0        | 0        |            |           |
| 2011-12 | 26            | 12            | 2     | 0     | 3          | 0         | 0                   | 0                   | -                   | -                   | -                          | -                          | 29                         | 12                         | 2        | 0        |            |           |
| 2012-13 | 27            | 7             | 3     | 0     | -          | -         | -                   | -                   | -                   | -                   | -                          | -                          | 27                         | 7                          | 3        | 0        |            |           |
| 2013-14 | 25            | 8             | 6     | 0     | -          | -         | -                   | -                   | -                   | -                   | -                          | -                          | 25                         | 8                          | 6        | 0        |            |           |
| 2014-15 | 28            | 11            | 6     | 0     | -          | -         | -                   | -                   | -                   | -                   | -                          | -                          | 28                         | 11                         | 6        | 0        |            |           |
| 2015-16 | 29            | 13            | 5     | 0     | -          | -         | -                   | -                   | -                   | -                   | -                          | -                          | 29                         | 13                         | 5        | 0        |            |           |
| Total club | Total club    | 199           | 85    | 24    | 0          | 6         | 0                   | 0                   | 0                   | -                   | -                          | -                          | -                          | 205                        | 85       | 24       | 0          |           |
| AD Alcorcón FSF · España |               |               |       |       |            |           |                     |                     |                     |                     |                            |                            |                            |                            |          |          |            |           |
| 1.ª |               |               |       |       |            |           |                     |                     |                     |                     |                            |                            |                            |                            |          |          |            |           |
| 2016-17 | 30            | 8             | 1     | 0     | 2          | 1         | 0                   | 0                   | -                   | -                   | -                          | -                          | 32                         | 9                          | 1        | 0        |            |           |
| 2017-18 | 25            | 10            | 2     | 1     | 1          | 0         | 0                   | 0                   | -                   | -                   | -                          | -                          | 26                         | 10                         | 2        | 1        |            |           |
| 2018-19 | 29            | 10            | 10    | 0     | 2          | 2         | 0                   | 0                   | -                   | -                   | -                          | -                          | 31                         | 12                         | 10       | 0        |            |           |
| Total club | Total club    | 84            | 28    | 13    | 1          | 5         | 3                   | 0                   | 0                   | -                   | -                          | -                          | -                          | 89                         | 33       | 16       | 1          |           |
| Poio Pescamar FS · España |               |               |       |       |            |           |                     |                     |                     |                     |                            |                            |                            |                            |          |          |            |           |
| 1.ª |               |               |       |       |            |           |                     |                     |                     |                     |                            |                            |                            |                            |          |          |            |           |
| 2019-20 | 23            | 3             | 7     | 0     | 3          | 3         | 0                   | 0                   | -                   | -                   | -                          | -                          | 26                         | 6                          | 7        | 0        |            |           |
| 2020-21 | 24            | 9             | 4     | 0     | 4          | 2         | 2                   | 0                   | -                   | -                   | -                          | -                          | 28                         | 11                         | 6        | 0        |            |           |
| 2021-22 | 30            | 14            | 2     | 0     | 2          | 2         | 1                   | 0                   | -                   | -                   | -                          | -                          | 32                         | 16                         | 3        | 0        |            |           |
| Total club | Total club    | 77            | 26    | 13    | 0          | 9         | 7                   | 3                   | 0                   | -                   | -                          | -                          | -                          | 86                         | 33       | 16       | 0          |           |
| Total carrera | Total carrera | Total carrera | 366   | 140   | 50         | 1         | 21                  | 10                  | 3                   | 0                   | -                          | -                          | -                          | -                          | 387      | 150      | 53         | 1         |
| (1) Incluye datos de Copa / Supercopa. (2) Incluye datos de Campeonato de Europa de Clubes, Recopa y Copa Intercontinental. (3) No incluye datos de partidos amistosos. |               |               |       |       |            |           |                     |                     |                     |                     |                            |                            |                            |                            |          |          |            |           |

Nota: En la temporada 2008-09 faltan por comprobar 6 jornadas

Nota: En la temporada 2010-11 faltan por comprobar 9 jornadas

## Palmarés y distinciones
- Liga española: 1

2010-11
- Supercopa de España: 1

2011